# 圣克雷潘
圣克雷潘（法語：Saint-Crépin，法語發音：[sɛ̃ kʁepɛ̃]）是法国上阿尔卑斯省的一个市镇，位于该省东部，属于布里扬松区。

## 地理
圣克雷潘（44°42'24"N, 6°36'26"E）面积46.3 平方千米，位于法国普罗旺斯-阿尔卑斯-蓝色海岸大区上阿尔卑斯省，该省份为法国东南部内陆省份，北起萨瓦省，西北接伊泽尔省，西南接德龙省，南至上普罗旺斯阿尔卑斯省，东北部与意大利接壤。
与圣克雷潘接壤的市镇（或旧市镇、城区）包括：阿尔维约、尚塞拉、埃格利耶尔、雷奥捷、拉罗什德拉姆。

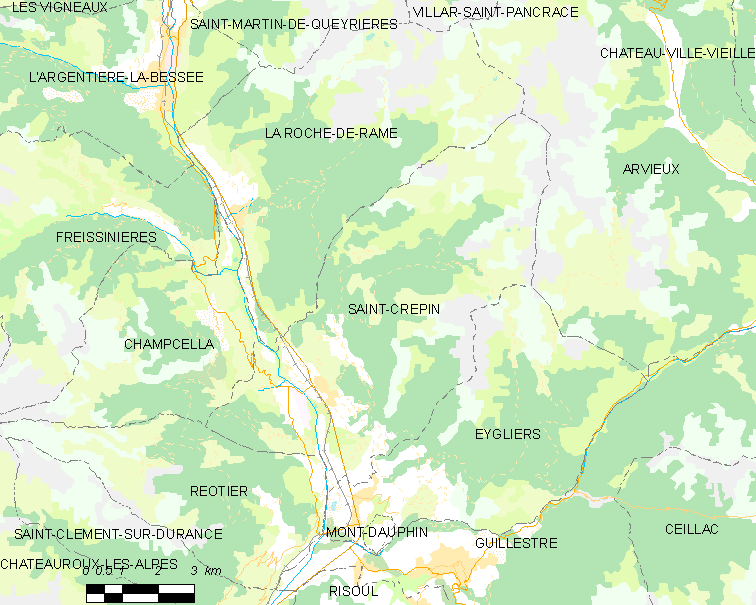
圣克雷潘的OSM定位图

圣克雷潘的时区为UTC+01:00、UTC+02:00（夏令时）。

## 行政
圣克雷潘的邮政编码为05600，INSEE市镇编码为05136。

## 政治
圣克雷潘所属的省级选区为吉耶斯特尔县。

## 人口

1962-2008年间圣克雷潘人口变化图示

圣克雷潘于2022年1月1日时的人口数量为716人。